# Robert Idl
Robert Idl (* 2. August 1958 in Lienz) ist ein ehemaliger österreichischer Fußballspieler.
Er begann mit dem Fußballspielen in seinem Heimatort beim SV Nußdorf-Debant. Von dort wechselte er im Sommer 1976 zu Rapid Lienz (Kärntner Liga; dritthöchste Liga). Seine beste Zeit hatte er als offensiver Mittelfeldspieler beim FC Wacker Innsbruck und beim FC Swarovski Tirol in den Jahren von 1982 bis 1988. Der größte Erfolg Idls war dabei das Erreichen des UEFA-Pokal-Halbfinales unter Trainer Felix Latzke 1987 mit Siegen über ZSKA Sofia, Standard Lüttich, Spartak Moskau und Torino Calcio. Er gehörte während dieser Zeit auch dem österreichischen Olympia-Nationalteam an. Nach seiner Rückkehr vom SV Spittal, bei dem er 1988/89 gespielt hatte, war er in der Saison 1989/90 nochmals bei Rapid Lienz (nach wie vor Kärntner Liga) als Spielertrainer aktiv und beendete danach seine aktive Karriere.
Robert Idl ist verheiratet und hat zwei Söhne. Er lebt in seiner Heimatgemeinde Nußdorf-Debant und unterrichtet an der Bundeshandelsakademie in Lienz Englisch und Sport.

## Spielerstationen
- SV Nußdorf-Debant
- SV Rapid Lienz
- Austin College (Vereinigten Staaten)
- SSW Innsbruck
- FC Swarovski Tirol
- SV Spittal an der Drau

| Personendaten    | Personendaten                   |
| ---------------- | ------------------------------- |
| NAME             | Idl, Robert                     |
| KURZBESCHREIBUNG | österreichischer Fußballspieler |
| GEBURTSDATUM     | 2. August 1958                  |
| GEBURTSORT       | Lienz, Österreich               |